# Museo y Parque Conmemorativo de Boothe
El Museo y Parque Conmemorativo de Boothe es un museo al aire libre que se encuentra en un sitio de 32 acres (129 499,5 m²) en la sección Putney de Stratford, Connecticut. Construido alrededor de 1840 y remodelado en 1914, se dice que es «La más antigua vivienda agrícola en Estados Unidos» ya que se encuentra sobre los cimientos de una casa de 1663, y se ha ocupado continuamente. Alrededor de 1914, dos hermanos, David Beach Boothe y Stephen Nichols Boothe, crearon el Boothe Memorial Museum, que mantiene una colección de veinte edificios arquitectónicamente únicos. Algunas de las estructuras incluyen una cochera, el Museo Americana, un faro en miniatura, un molino de viento, un museo de la torre de un reloj, una estación de tranvía, una capilla e incluso una herrería. La propiedad se convirtió en un parque público propiedad de la ciudad de Stratford en 1949.
El Museo y Parque Conmemorativo de Boothe fue incluido en el Registro Nacional de Lugares Históricos el 1 de mayo de 1985.

## Observatorio
El Observatorio BMAS (Boothe Memorial Astronomical Society, en español: Sociedad Astronómica Conmemorativa de Boothe) fue construido en 1957 en los terrenos del parque, ubicado cerca del cementerio. El observatorio cuenta con dos telescopios: un Cassegrain (1960) de 16 pulgadas y un Unitron de 4 pulgadas.

## Capilla de Putney
Originalmente construida en 1844 para servir a la iglesia congregacionalista, la Capilla Putney se trasladó a los terrenos de Boothe Park en 1968 desde una ubicación cercana en Chapel Street. La capilla es oficialmente no confesional, accesible para discapacitados y aún se puede utilizar como lugar de culto o para eventos, siendo alquilable por días.

## Cabina de peaje

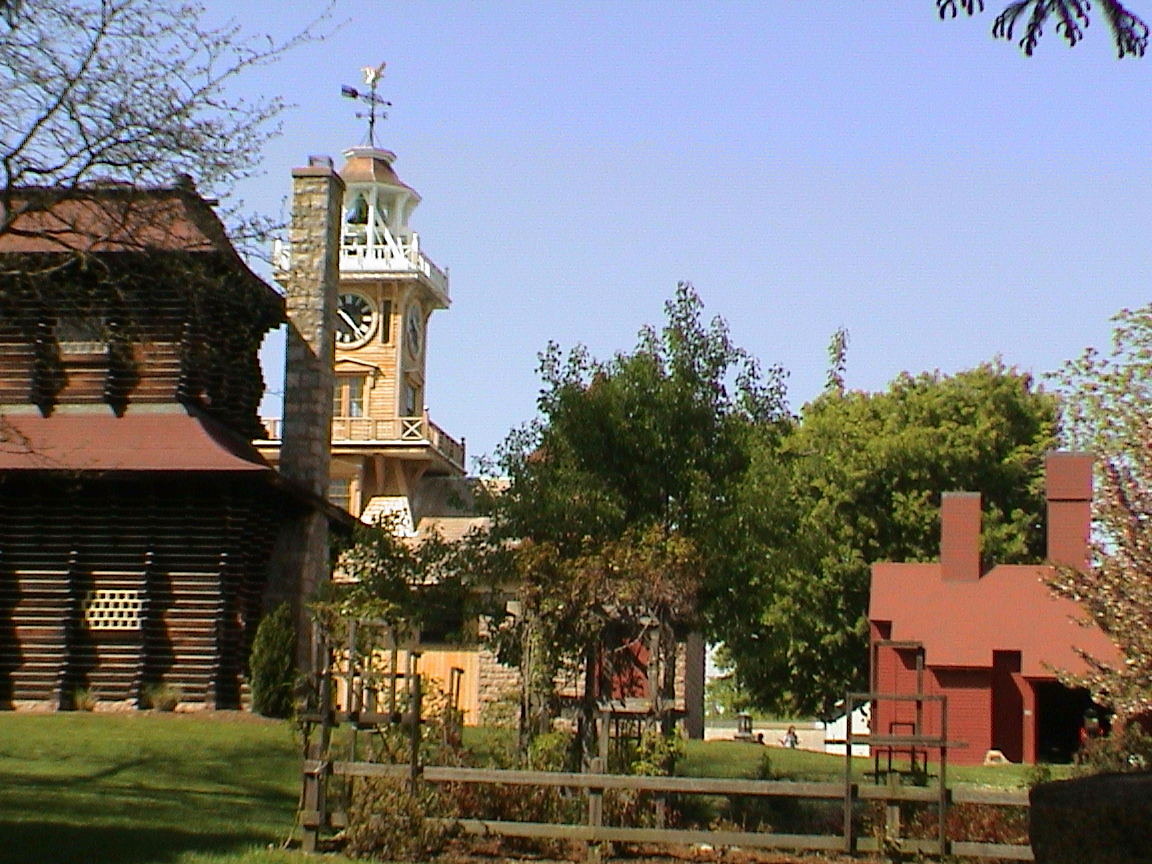
Otros edificios del parque

El parque también contiene la última casa de peaje de la autopista que queda en Connecticut. Fue retirado del lado de Milford del Puente Conmemorativo Igor I. Sikorsky al final de la Merritt Parkway, cuando se abolieron las cabinas de peaje estatales en junio de 1988. El stand tiene una arquitectura de troncos de madera y también está en la lista del Registro Nacional de Lugares Históricos.